# Três Pontas
Três Pontas, amtlich portugiesisch Município de Três Pontas, ist eine Stadt im brasilianischen Bundesstaat Minas Gerais.

## Name der Stadt
Namensgeber der Stadt ist die besondere Gestalt eines nahegelegenen Bergzugs mit seinen drei markanten Spitzen (tres pontas port. = drei Spitzen), der Reisenden und entlaufenen Sklaven als Landmarke diente. Diese Sklaven hatten in unmittelbarer Nähe des Bergzugs die Siedlung Quilombo do Cascalho gegründet, die aber nicht lange Bestand hatte, sondern bald von den Kolonialherren zerstört wurde.

## Geografische Lage
Im Norden grenzt die Stadt an Campos Gerais und Santana da Vargem, im Süden an Varginha, Elói Mendes und Paraguaçu, im Osten an Nepomuceno und Carmo da Cachoeira und im Westen an  Campos Gerais. Die Stadt liegt rund 297 km entfernt von Belo Horizonte.
Durch das Siedlungsgebiet fließen die beiden Flüsse Araras und Espera, die in den Furnas-Stausee münden. Die Flüsse Rio Verde und Sapucaí kreuzen die südliche Grenze und fließen ebenfalls in den Furnas-Stausee, alle gehören zum Einzugsgebiet des Rio Grande.

## Geschichte
Erste Bewohner der Gegend waren entlaufene Sklaven, die zwei Quilombos gegründet hatten. In der Folge kam es zu Feindseligkeiten zwischen den Entlaufenen und Goldsuchern. Da in der Gegend weder Gold noch andere nennenswerte Mineralien gefunden wurden, wurde das Land hauptsächlich landwirtschaftlich genutzt. Das milde Klima begünstigte besonders den Anbau von Kaffee.
Als offizieller Stadtgründer gilt Kapitän Bento Ferreira de Brito, als Gründungsdatum der 15. Oktober 1768. Die Siedlung entwickelte sich zunächst um eine kleinere Kapelle. Diese Kirche wurde später im  Kolonialstil neu erbaut: „Nossa Senhora d’Ajuda‘“ ist heute die größte Kirche der Stadt.

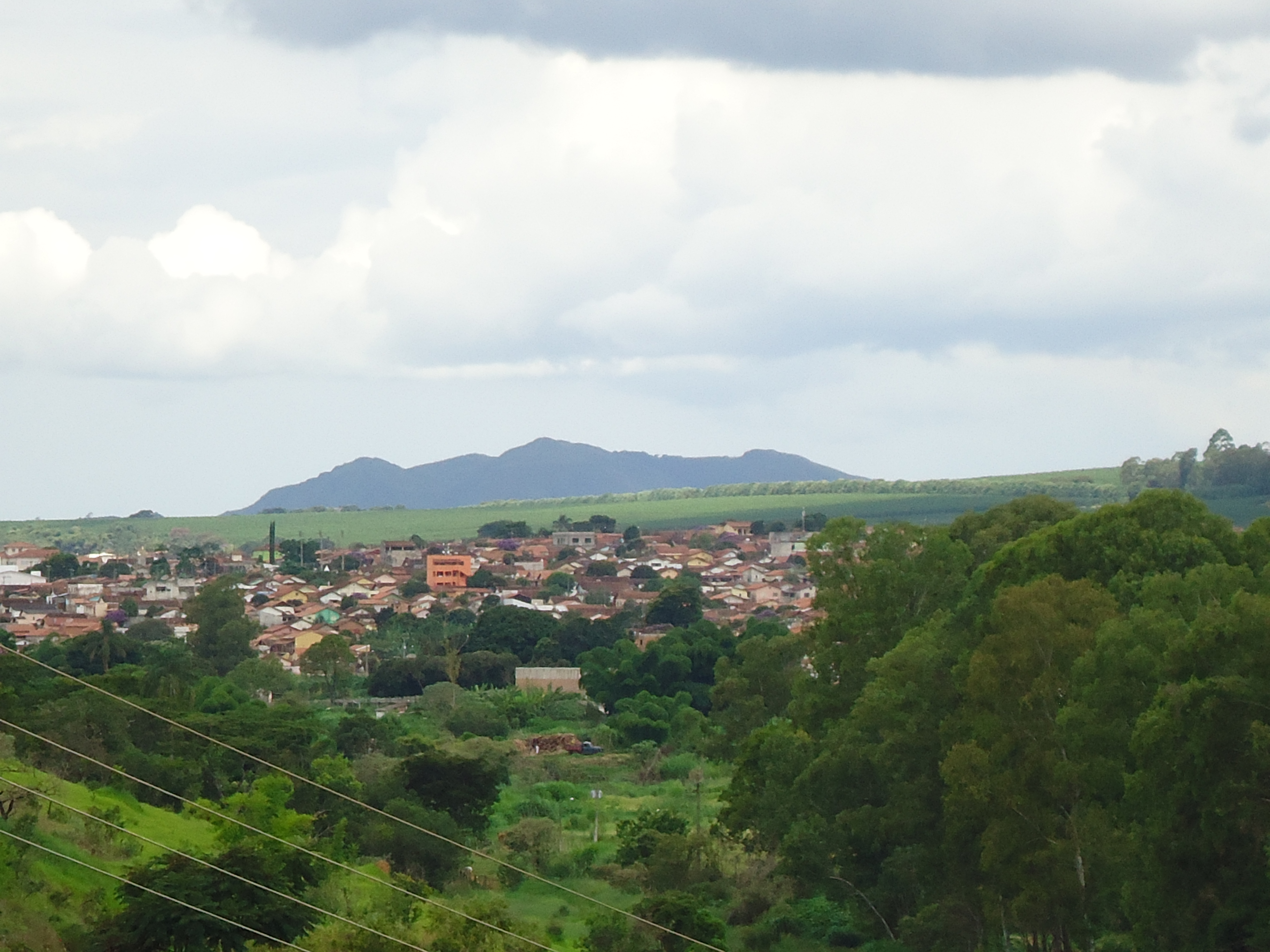
Tres pontas
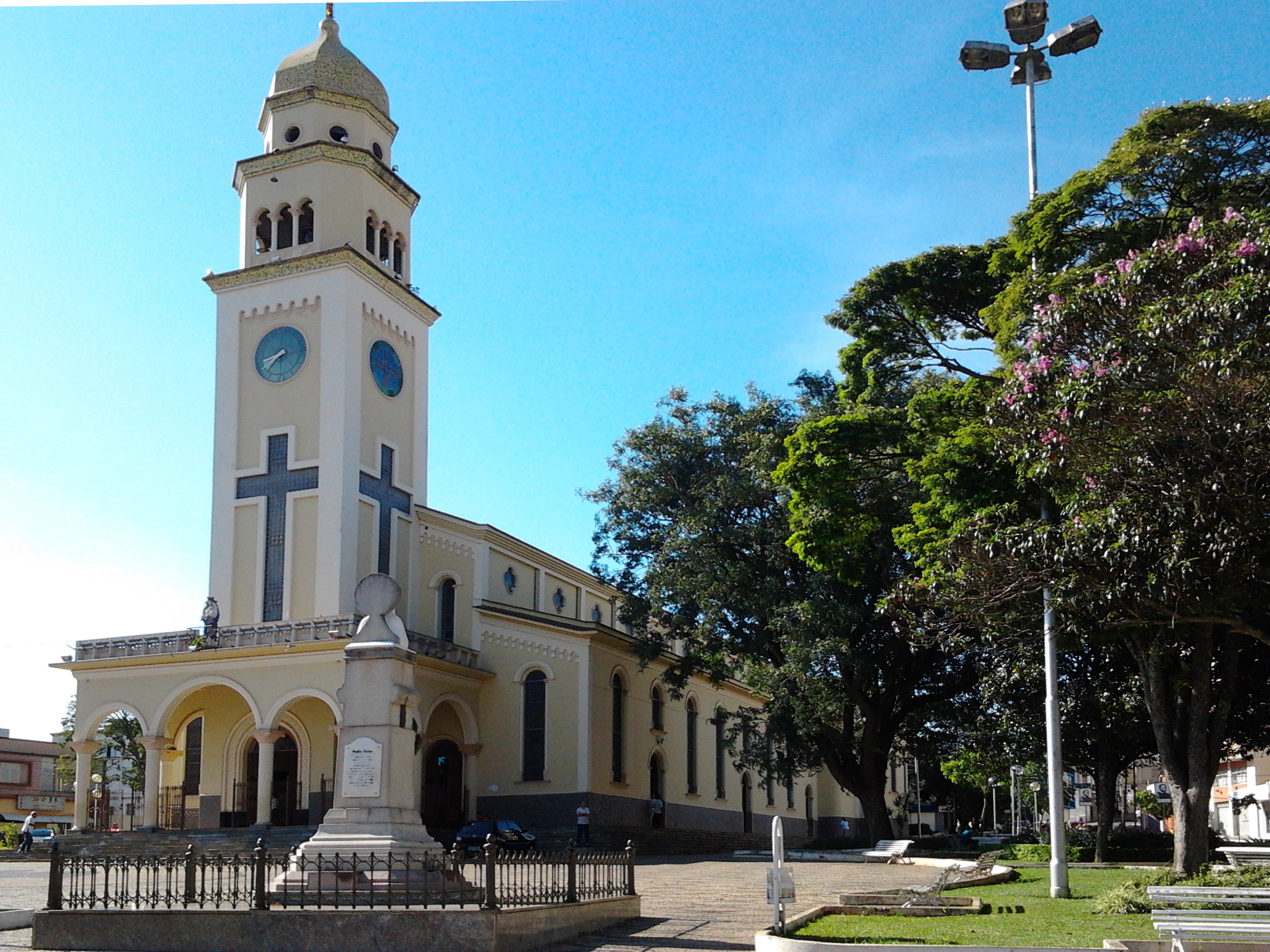
Nossa Senhora d’Ajuda
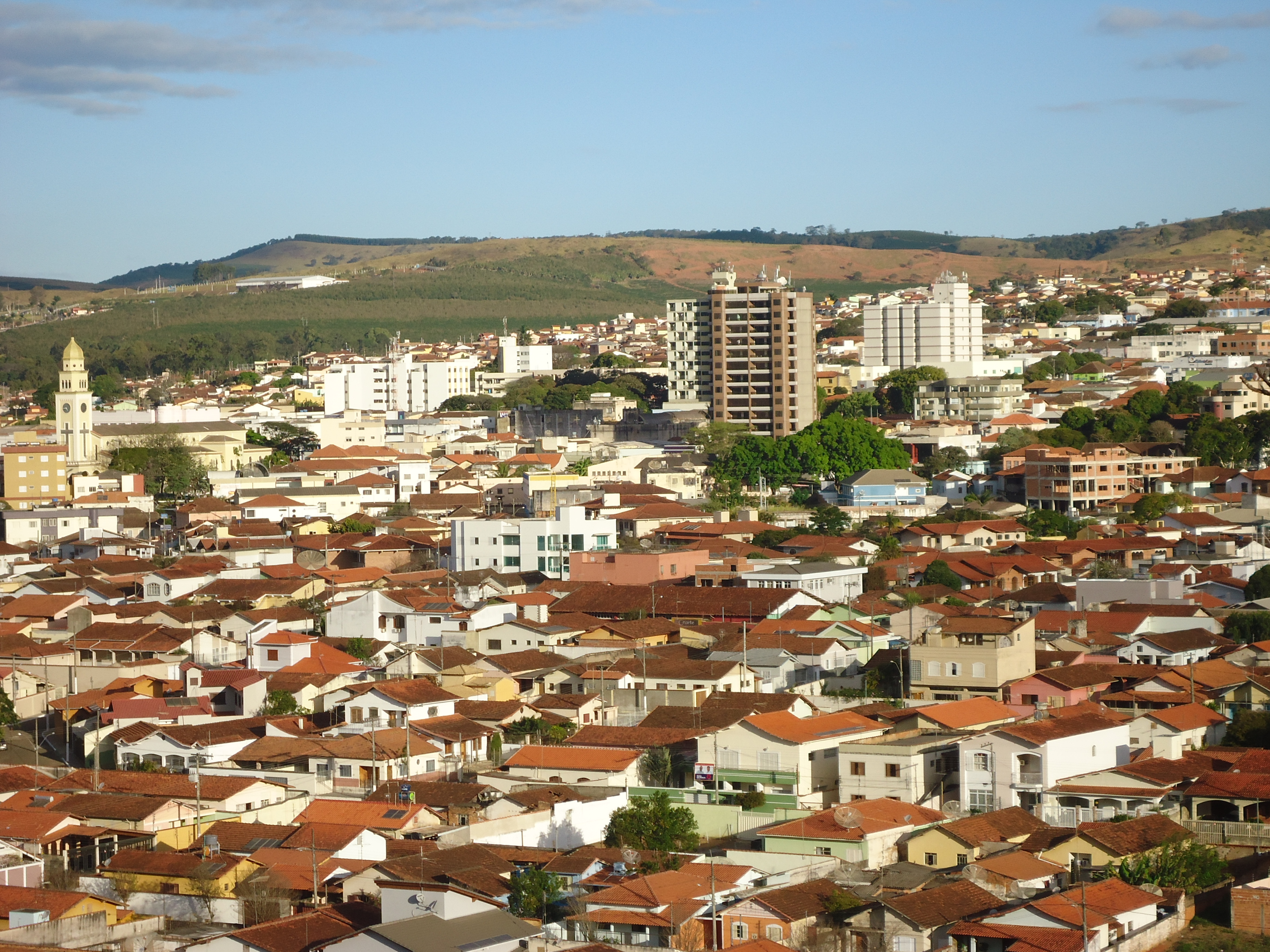
2012

Im Zuge wachsenden brasilianischen Kaffeeexports nahm auch das Wirtschaftsleben der Stadt im 19. Jahrhundert einen Aufschwung. Durch Ausbau der Straßen nach Rio de Janeiro und São Paulo wurde die Stadt an die beiden wichtigsten brasilianischen Exporthäfen und Wirtschaftszentren angebunden. Heute ist die Stadt eine der wichtigsten Produktionszentren für Kaffee in Brasilien.

## Museen
Das Kaffeemuseum „Museu do Café“ in der Kaffee-Fabrik Fazenda in Pedra Negra, Rodovia Três Pontas/Varginha, zeigt antike Geräte für den Anbau und die Verarbeitung von Kaffee sowie Schrift- und Bilddokumente. Die Manufaktur ist noch heute in Betrieb.
Das kleine historische Museum Memorial Padre Victor ist dem Andenken des katholischen Priesters Padre Francisco de Paulo Victor (1827–1905) gewidmet. Padre Victor wurde als Sohn einer Sklavin geboren, wurde zum katholischen Priester geweiht und wirkte 53 Jahre als sozial engagierter Seelsorger in Três Pontas. Gezeigt werden schriftliche Dokumente und persönliche Gegenstände Padre Victors.

## Söhne und Töchter der Gemeinde
- José Costa Campos (1918–1997), römisch-katholischer Geistlicher, Bischof von Divinópolis
- Aureliano Chaves (1929–2003), Ingenieur und Politiker
- Milton Nascimento (* 1942), Sänger
- Wagner Tiso (* 1945), Jazzmusiker und Komponist